# (12391) Ecoadachi
(12391) Ecoadachi est un astéroïde de la ceinture principale.

## Description
(12391) Ecoadachi est un astéroïde de la ceinture principale. Il fut découvert le 26 novembre 1994 à Kitami par Kin Endate et Kazuro Watanabe. Il présente une orbite caractérisée par un demi-grand axe de 2,75 UA, une excentricité de 0,22 et une inclinaison de 9,1° par rapport à l'écliptique.

## Compléments